# Radio-on-a-chip
Radio-on-a-chip またはRoC システムは携帯電子機器に組み込めるように極めて小型の単一のチップに受信機、増幅器、電源管理を実装する。
全てのSystem-on-a-chipでの実装をRoCはコンピュータネットワーク用のいくつかの目的を実現するためにアクセスポイントとして機能するための能力を備える。これらの素子は適度に高い人口密度の地域では付近にアクセスポイントがありそうなのでラストワンマイル問題を解決できると提案されてきた。